# بوتورلينوفكا
بوتورلينوفكا (بالروسية: Бутурлиновка) هي إحدى مدن روسيا في الكيان الفدرالي الروسي فورونيج أوبلاست. يبلغ عدد سكانها حوالي 26148 نسمة.